# Metalimnobia californica
Metalimnobia californica är en tvåvingeart. Metalimnobia californica ingår i släktet Metalimnobia och familjen småharkrankar.

## Underarter
Arten delas in i följande underarter:
- M. c. californica
- M. c. decreta